# Варамбон, Кристоф де Ри де Ла-Палю
Кристоф де Ри де Ла-Палю (фр. Christophe de Rye de La Palud; ум. в апреле 1637), маркиз де Варамбон — военный деятель Испанской империи.

## Биография
Сын Филибера де Ри, барона де Балансон, и Клод де Турнон, племянник Марка де Ри.
Сеньор де Ри, граф де Варакс, граф де Ла-Рош-ан-Монтань, сеньор де Сент-Ипполит, Виллерсексель, Ришмон, Нёшатель, Монтегю, Балансон, Ружмон, Аманс, и прочее, бальи Доля.
Поступил на испанскую службу в 1578 году, когда герцог Савойский овладел маркизатом Салуццо. Для участия в этой кампании получил от герцога ди Терранова, губернатора Миланского герцогства, патент на формирование отряда из ста пятидесяти всадников легкой кавалерии, которых собрал на деньги своего отца.
Под командованием герцога Савойского отличился в экспедициях в Прованс, Дофине и Савойю, пока граф де Фуэнтес не назначил его в 1595 году полковником бургундской пехоты в Нидерландах. Продолжил службу при эрцгерцоге Альбрехте и участвовал во всех кампаниях вплоть до 1603 года.
Дворянин Палаты короля. В 1600 году был посвящен Альбрехтом в рыцари.
14 января 1618 был пожалован Филиппом III в рыцари ордена Золотого руна. Орденскую цепь получил из рук эрцгерцога в зале грандов Испании в Брюссельском дворце.

## Семья
Жена (16.05.1598): Леонор Шабо (ум. 1618), дама де Нёшатель, дочь Леонора Шабо, графа де Шарни и Франсуазы де Ри
Дети:
- Маргерит (ум. 1654). Муж (13.01.1619): Жоашен де Бофремон (ум. 1635), маркиз де Листене
- Франсуа (ок. 1599—21.11.1648), маркиз де Варамбон. Жена 1) (6.03.1623): Катарина Мария Остфрисландская (28.10.1604 — ок. 1634), дочь Иоганна III Остфрисландского, графа фон Ритберга, и графини Катарины Сабины фон Ритберг; 2) (1635): Мари де Аракур (ум. 5.05.1649), дочь Шарля де Аракура, барона де Шамбле, и Габриели д'Ардр, баронессы де Фрикан
- Адель (р. ок. 1601). Муж 1) (1621): Эрменфруа де Кюзанс (1591—1622), барон де Сен-Жюльен и де Дарсе, сеньор д'Аллере, капитан кавалерии; 2): Филибер де Ла-Гиш, граф де Сивиньон (ум. 1636); 3): Пьер-Луи де Шантело, сеньор де Варенн
- Луиза, дама де Ри. Муж (1614): Клод-Антуан де Пуатье (ум. 1652), граф де Ри